# Americana (álbum de Offspring)
Americana é um álbum de estúdio da banda estadunidense The Offspring, lançado dia 17 de novembro de 1998 pela gravadora Columbia Records. Foi considerado pela revista britânica Kerrang! como o vigésimo melhor álbum de punk rock de todos os tempos.
Algumas versões do álbum contém o Enhanced CD com videoclipes de karaokê para as canções "Staring at the Sun", "Pretty Fly (for a White Guy)" e "Why Don't You Get a Job?" e uma prévia da MTV aos videoclipes do álbum de estúdio anterior, Ixnay on the Hombre.
| Críticas profissionais                                                      | Críticas profissionais |
| Avaliações da crítica                                                       | Avaliações da crítica  |
| Fonte                                                                       | Avaliação              |
| --------------------------------------------------------------------------- | ---------------------- |
| allmusic                                                                    | [ 7 ]                  |
| Rolling Stone                                                               | [ 8 ]                  |
| Esta tabela precisa de ser acompanhada por texto em prosa. Consulte o guia. |                        |

## Faixas
Todas as canções foram escritas por Dexter Holland, exceto "Feelings", escrita por Morris Albert e Louis Felix-Marie Gaste, com paródia lírica de Dexter Holland.
1. "Welcome" – 0:09
2. "Have You Ever" – 3:56
3. "Staring at the Sun" – 2:13
4. "Pretty Fly (for a White Guy)" – 3:08
5. "The Kids Aren't Alright" – 3:00
6. "Feelings" – 2:51
7. "She's Got Issues" – 3:48
8. "Walla Walla" – 2:57
9. "The End of the Line" – 3:00
10. "No Brakes" – 2:06
11. "Why Don't You Get a Job?" – 2:52
12. "Americana" – 3:15
13. "Pay the Man" – 10:19

## Trabalho no álbum[4]

### Banda
- Dexter Holland – Vocal e guitarra rítmica
- Noodles – Guitarra solo e vocal de apoio
- Greg K. – Baixo e vocal de apoio
- Ron Welty – Bateria

### Outras pessoas
- Carlos Gomez – Guitarra
- Bryan Carlstrom – Coordenador
- Annette Cisneros – Coordenador assistente
- Derrick Davis – Flauta
- Chris "X-13" Higgins – Vocal de apoio
- Dave Jerden – Produção e mix
- Eddy Schreyer – Masterização
- Sean Evans – Direção de arte
- Frank Kozik – Artes visuais
- Gabriel McNair – Trompa
- John Mayer – Vocal
- Justin Beope – Artes visuais
- Alvaro Macias – Biguela
- Phil Jordan – Trompa
- Davey Havok – Vocal de apoio
- Jack Grimsham – Vocal de apoio